# روبرت ستيوارت (رائد أعمال)
روبرت ستيوارت (بالإنجليزية: Robert Larue Stewart)‏ هو مراسل عسكري ومنتج تلفزيوني ورائد أعمال أمريكي، ولد في 1917 في فينيكس في الولايات المتحدة، وتوفي بنفس المكان في 6 أبريل 2006.